# Bandera de la Mancomunidad de Naciones

Diseño original de 1976

La bandera de la Mancomunidad de Naciones está formada por un paño de color azul con el símbolo o emblema de la Mancomunidad: un globo terráqueo de color dorado colocado dentro de la letra “C”, formada por trazos del mismo color que el globo. La letra C es la inicial de la palabra Commonwealth, de Commonwealth of Nations, el nombre en inglés de la Mancomunidad. El diseño original tenía 61 trazos (no coincidentes con la cantidad de países miembros de la Mancomunidad), representando las diversas formas en que la Mancomunidad coopera alrededor del mundo. En 2013 el globo terráqueo fue inclinado y el número de trazos reducido a 34. Así mismo, los colores fueron ligeramente modificados. Las dimensiones de la bandera son de 1:2.
Esta bandera se utilizó por vez primera en los estandartes de los automóviles durante la Reunión en Ottawa de los jefes de gobierno de los países de la Mancomunidad, que tuvo lugar en 1973. Fue adoptada oficialmente el 26 de marzo de 1976.
La bandera de la Mancomunidad ondea durante todo el año en Marlborough House, Londres, un edificio histórico que es la sede del Secretariado de la Mancomunidad.